# Cold Shoulder (bài hát)
"Cold Shoulder" là đĩa đơn thứ ba của ca sĩ nhạc soul Adele từ album đầu tay của cô, 19. Đĩa đơn được chính thức phát hành dưới dạng kĩ thuật số tại Ireland vào 30 tháng 3 năm 2008 và tại Anh vào 31 tháng 3 năm 2008. Đây là ca khúc duy nhất trong album được sản xuất bởi Mark Ronson. Stuart Zender, tay guitar bass cũ của nhóm Jamiroquai và thành viên của nhóm lưu diễn của Ronson, cũng tham gia vào bài hát. Adele biểu diễn bài hát trong Friday Night with Jools Holland vào ngày 8 tháng 2 năm 2008 và tại Saturday Night Live ngày 18 tháng 10 năm 2008.

## Video âm nhạc
Video quay vào tháng 2 năm 2008 ở Luân Đôn. Video được phát ở dạng airplay trên các kênh âm nhạc Anh Quốc, với hình ảnh Adele hát trong căn phòng tối giữa những bức tượng băng tạc những hình nhân tuyệt vọng đang tan chảy.

## Danh sách ca khúc
CD & 7-inch Vinyl ở Anh
1. "Cold Shoulder" 3:15
2. "Now And Then" 3:24

EP kĩ thuật số
1. "Cold Shoulder"
2. "Cold Shoulder" (Basement Jaxx Classic Edit)
3. "Cold Shoulder" (Basement Jaxx Classic Remix)
4. "Cold Shoulder" (Basement Jaxx DuBB)
5. "Cold Shoulder" (Rusko Remix)
6. "Cold Shoulder" (Out of Office Remix)

## Xếp hạng
| Bảng xếp hạng (2008)                   | Vị trí cao nhất |
| -------------------------------------- | --------------- |
| Bỉ (Ultratip Flanders)                 | 3               |
| Bỉ (Ultratip Wallonia)                 | 19              |
| Hà Lan (Dutch Top 40)                  | 28              |
| Anh Quốc (The Official Charts Company) | 18              |

| Quốc gia (2008) | Vị trí cao nhất |
| --------------- | --------------- |
| Anh Quốc        | 192             |

## Lịch sử phát hành
| Khu vực | Ngày                |
| ------- | ------------------- |
| Anh     | 28 tháng 4 năm 2008 |
| châu Âu | 16 tháng 6 năm 2008 |